# 과학 혁명
과학 혁명(Scientific Revolution )은 17세기 유럽에서 일어난 자연 과학 분야의 혁명을 말한다.
15, 16세기 서구에서 일어났던 르네상스 운동은 고대 그리스 문화의 부활과 함께 과학의 부활도 가능하게 했다. 이는 다시 그리스 과학에 대한 새로운 연구를 가능하게 했고, 점차 비판적인 안목도 키워주었다. 그 결과 16, 17세기를 거치는 동안 그리스 시대의 과학을 뛰어넘어 새로운 과학의 토대가 형성되는 과학 혁명이 일어났다.

## 르네상스의 과학

### 신플라톤주의
기독교적 신이 절대적 권위로 자리잡았던 중세를 지나 빛의 시대에 살고 있다고 자부하던 인문주의자들의 운동, 즉 르네상스는 종교 개혁 운동과 함께 과학 혁명의 중요한 배경이 되었다.
주로 이탈리아를 중심으로 문화적ㆍ예술적 부흥을 꿈꾸었던 르네상스인들은 고대인들이 도달하였던 학문과 예술의 정점에 다다르기 위해 비잔틴 세계에 유입된 대량의 그리스 원전들을 연구하였다. 그 결과 중세 시대에는 소개된 바가 없었던 고대 그리스 시대, 헬레니즘 시대, 로마 시대의 과학이 새롭게 도입되었다. 특히, 고대에 번성했던 플라톤의 수학적 과학 전통은 이슬람 세계를 거쳐 새로이 신플라톤주의로 탄생하였다.
신플라톤주의는 자연 세계가 수학으로 표현될 수 있다는 플라톤의 믿음이 이슬람 세계로부터 전해온 마술주의와 만나서 탄생한 사조로 우주의 힘을 네트워크로 보면서, 우주의 힘을 조직하는 열쇠를 수학에서 찾았다. 이들은 특히, 수학에서 나타나는 조화나 간결성을 최고의 가치로 여겼다.
또한, 신플라톤주의에서는 기독교(가톨릭교회)와 달리 우주를 보다 적극적인 대상으로 보았다. 중세 기독교 세계에서의 우주는 인간의 힘이 도저히 미칠 수 없는 신성한 신의 영역이었지만, 신플라톤주의자들은 우주와 인간의 적극적인 상호 교율의 가능성을 인정하였다. 이들은 우주 속에는 신비한 힘이 존재하며, 그러한 힘과 인간과의 상호 작용을 통해 인간은 자연현상에 영향을 끼칠 수 있다고 믿었다.

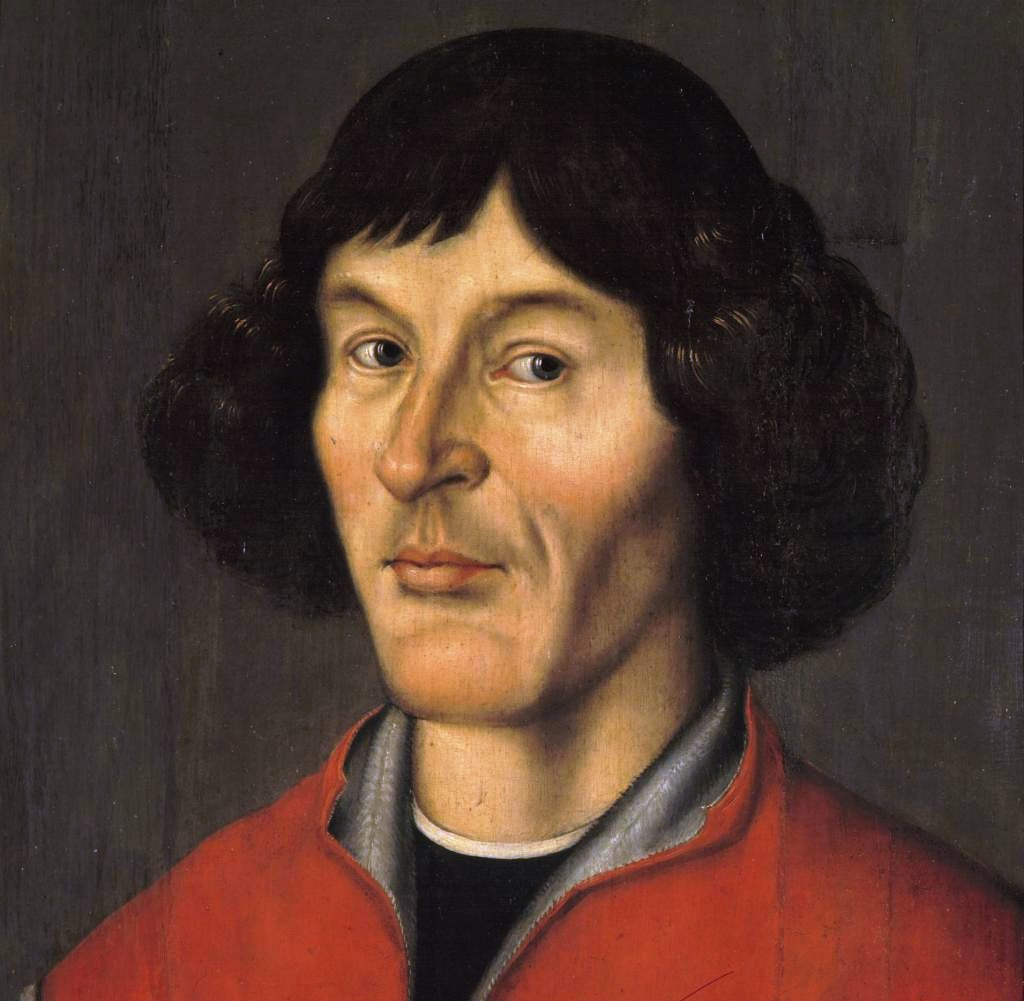
니콜라우스 코페르니쿠스

인간이 수동적인 피조물의 태도에서 벗어나 자연에 어떤 현상을 일어나게 할 수 있다는 이러한 지적(知的)전통은 우주에 대한 적극적 탐구를 자극하였고, 새로운 우주 체계의 가능성을 열었다. 특히, 코페르니쿠스가 처음으로 “태양이 우주의 중심에 있다.”는 새로운 우주론인 ‘태양중심설’을 제시하였을 때, 당대의 천문학자들 대부분이 새로운 우주론으로 다가갈 수 있었던 기저에는 신플라톤주의의 역할이 있었다.
한편, 프랑스와 북유럽에서는 종교 개혁이라는 새로운 운동이 전개되고 있었다. 르네상스가 고대 학문의 부활을 내세웠다면, 종교 개혁은 부패하지 않은 순수한 신앙으로의 회귀를 추구했다. 개신교도(protestant)들은 교황과 성직자에게 고해성사를 하거나 성인(聖人)들에게 기도하는 것이 아닌, 개개인이 하느님과 직접 교제할 수 있다고 믿었으며, 신성화 된 인간(성인 및 교황) 대신 인간으로서, 교황만이 읽을 수 있었던 성경을 모두가 읽을 수 있는 하느님의 말씀으로서 중심 연구 과제로 설정하였다. 이 운동은 결국 중세 사회의 기반이었던 가톨릭교회의 부패와 모순을 드러냄으로써 아리스토텔레스 과학의 중심으로 삼았던 스콜라 철학의 퇴진을 촉발하였고, 새로운 과학의 가능성을 열어 주었다.

### 학문적 기술자의 등장

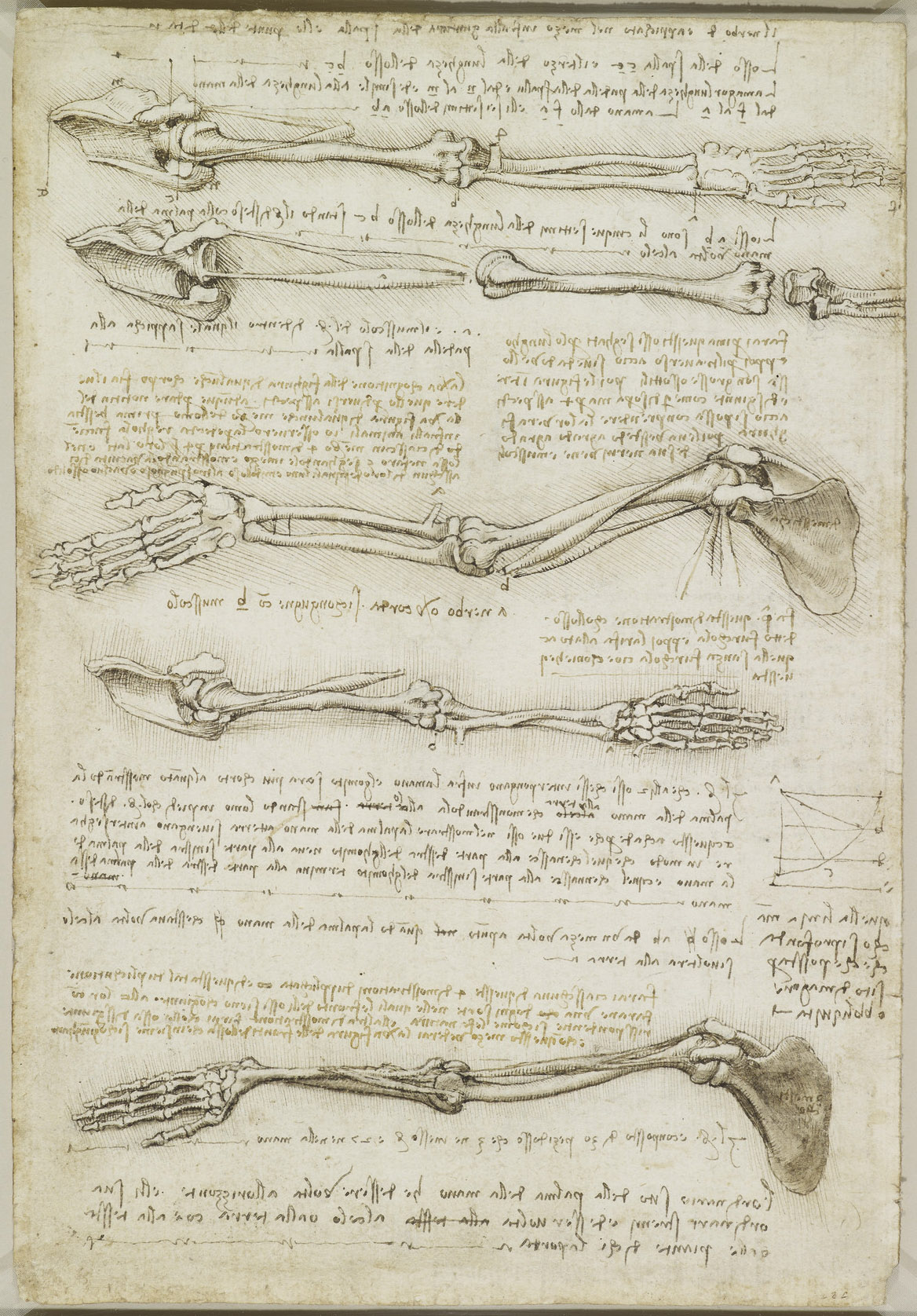
레오나르도 다 빈치의 인체 해부도

르네상스 시대는 자연을 바라보는 태도에서의 변화로 인해 근대적 자연관을 가능하게 했을 뿐만 아니라 과학에 종사하는 사람들의 사회적 위상을 상승시켰다.
전통적으로 자연에 대한 이론적인 탐구에 해당하는 과학은 자연 철학의 한부분으로 상류 지식 계급에 의해 주로 수행되었다. 반면, 장인 기술자들은 항상 사회의 하류 계급에 속해 있으면서 자신의 작업에 대한 이론이나 방법 면에서 어떤 체계를 갖추지 못한 채 주로 시행착오적인 경험에 의존해 왔다. 그러나 르네상스 시대에는 선박 제조, 교회 건설 등과 같은 기술에 대한 사회적 요구가 급증함에 따라 기술에서 과학의 체계적 접근을 필요로 하였다.
레오나르도 다 빈치는 바로 르네상스 시대의 대표적인 인물로 학문적 기술자였다. 그는 18세 때 피렌체 최고의 화가인 베로키오의 도제로 들어갔지만 수학과 해부학, 시각생리학과 원근법을 공부하였다. 그는 또한 바람개비의 회전 각도로 바람의 속력을 알 수 있는 풍속계, 추에 의해 작동되며 태엽으로 조정되는 시계, 무거운 물체를 들어올리는 거중기, 탄광의 물을 퍼올리는 펌프 등을 발명하여 스스로를 군사 기술자라 칭하였다. 또한 날으는 새나 헤엄치는 물고기를 관찰하여 유선형의 배와 비행기 설계도를 직접 그리기도 하였으며, 해부학자들을 찾아가 해부를 관찰하거나 교황청의 반대에도 불구하고 직접 30여구의 사체를 해부하여 자세한 인체 근육도를 그린 해부학자로도 유명하다. 그는 식물에 대해서도 남다른 관심을 보여 식물이 태양을 향하거나 땅을 향하는 성질을 가진다는 것을 알고 있었으며, 나이테를 가진 것과 식물에 암수 구별이 있다는 것도 알아냈다.
한편, 과학자들은 자연에 대한 적극적인 조작을 통해 자연을 좀 더 잘 볼 수 있다는 인식을 할 수 있게 되었고 수작업이나 실제적 행위를 새롭게 바라보면서 실험적 방법에 대한 가능성을 엿보게 되었다.

### 인쇄술의 등장
르네상스 시대에는 놀라운 기술들이 등장하게 되었다. 세계를 표시하는 지도 제작법과 항해도가 발전하였고, 망원경, 총포류를 포함한 무기류도 개발되었다. 특히, 15세기 중엽에 독일에서 발명된 구텐베르크의 활판 인쇄술은 유럽 전역으로 확산되어 성서가 일반인에게 전달될 수 있는 커다란 전기를 마련하였다. 인쇄술의 발전과 책의 보급으로 지식의 대량복제가 가능해지면서 지식은 더 이상 성직자 및 사회 지배층의 전유물이 될 수 없었다. 금지되어 있던 지식이 대중에게 확산되면서 기존의 지식이 안고 있던 여러 가지 문제점이 드러났으며 그 결과 종교 개혁과 르네상스 그리고 과학 혁명이 촉진되었다.

## 과학 혁명
과학의 역사에서는 크고 작은 내용상의 변화들이 끊임없이 일어났다. 흔히 이러한 변화들을 일반적으로 과학 혁명이라고 부른다. 그러나 16~17세기 동안 일어났던 과학 혁명은 특별한 의미를 지닌다. 즉, 이 시기 동안에는 과학의 방법뿐만 아니라 과학의 내용, 과학이 실행되는 방식에서도 급격하고 커다란 변화가 일어났다.
영국의 버터필드는 1952년 《근대 과학의 기원》이라는 저서에서 서구 세계를 근대로 이행하였던 사건이 종교 개혁이나 르네상스가 아니라 바로 과학 혁명이라고 보았다.
과학 혁명은 1543년에 코페르니쿠스가 《천구의 회전에 관하여》를 출간하여 우주의 중심이 태양임을 선언함으로써 시작되었고, 1687년 뉴턴의 《자연철학의 수학적 원리》로 종결되었다. 약 150년 동안 진행되었던 과학 혁명은 천문학 분야에서 먼저 시작되었지만, 지구의 운동을 새롭게 설명해 주는 새로운 역할을 필요로 했고, 뉴턴은 그러한 작업을 완성하였다. 각 분야에서 일어난 커다란 변화를 각각 천문학 혁명, 고전 역학의 혁명이라고 부른다.

### 과학 혁명의 특징
과학 혁명의 중요한 특징은 과학의 방법 변화로 과학적 지식을 얻는 방법에서 일대 혁신이 일어났다는 것이다. 영국의 대표적인 철학자 프란시스 베이컨은 ‘실험적 방법’과 ‘귀납적 방법’을 제시하였다. 그는 실험이야말로 네 가지 우상(idol)으로부터 인류를 해방시켜 자연에 대한 참다운 지식에 도달하게 할 수 있는 열쇠라고 강조하였다. 특히, 내온에 많은 관심을 두었으며, 스스로 뜨거운 물과 차가운 물 중 어느 것이 더 빨리 냉각되는지를 실험해 보고, 최초의 냉동 치킨을 발명하기도 하였다.
프란시스 베이컨은 과학자란 개미와 같이 열심히 자료를 수집하고, 수집된 데이터로부터 귀납적인 방법을 통해 일반적인 지식을 얻어 내는 사람이라고 언급하면서, 자연 현상에 대한 방대한 자료를 수집하고 분류하며 이러한 사항들을 순서에 맞추어 정리할 것을 강조하였다.

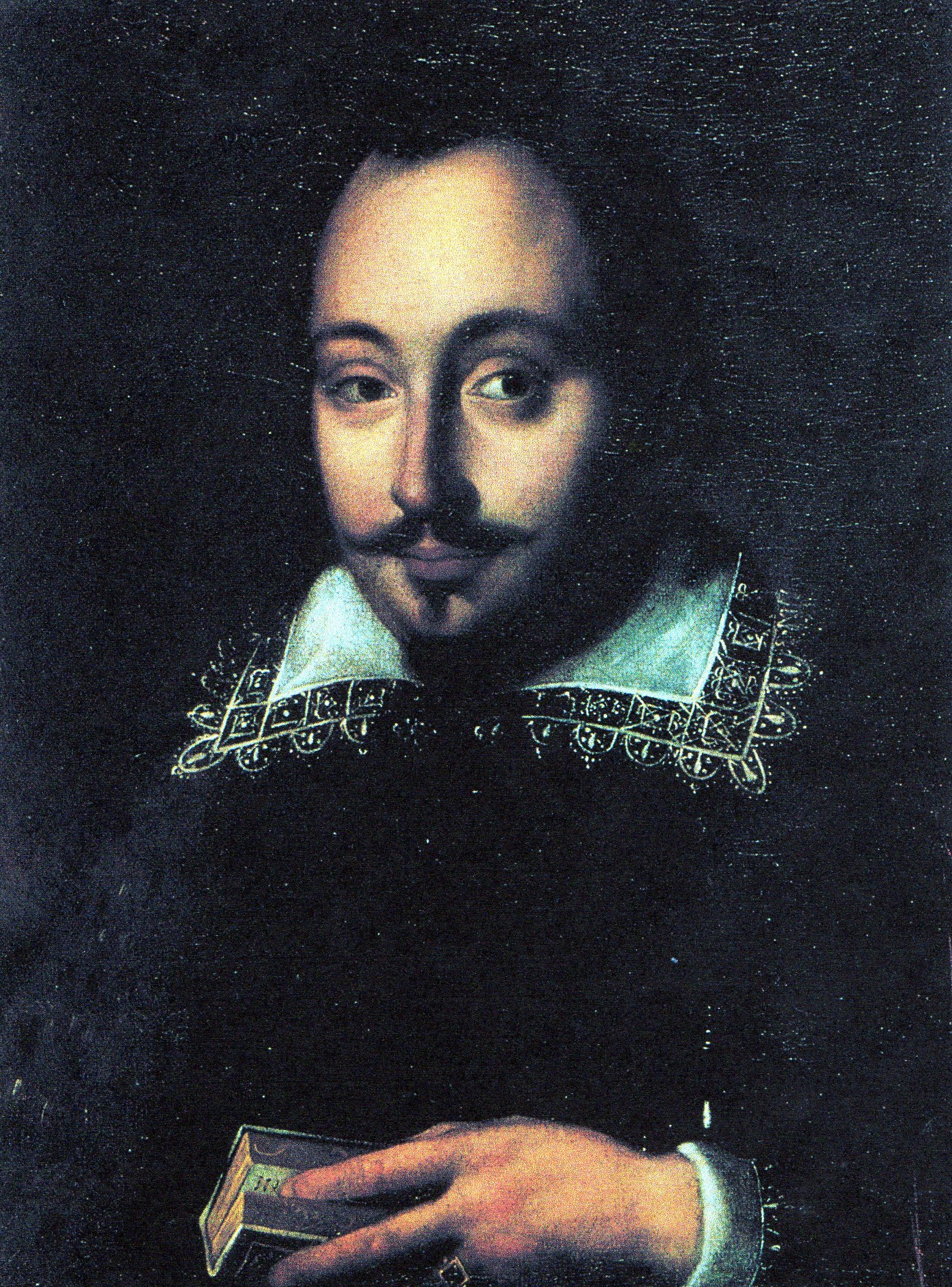
린체이 아카데미의 설립자인 체시 공작

한편, 프랑스의 데카르트는 가설-연역법이라는 새로운 과학적 방법을 제시하였다. 그는 “나는 생각한다. 그러므로 나는 존재한다.”라는 유명한 말이 전해주듯이 그는 명징성을 확보한 명제로부터 체계적인 의심의 방법을 통해서 절대적으로 확실한 지식을 얻고자 했다. 그는 우선 모든 것을 부정한 후에 생각하고 있는 자신의 존재는 절대로 의심할 수 없음을 깨달았다. 데카르트는 그 자신의 존재로부터 자신을 가능하게 만든 신의 존재를 증명해 냈고, 신의 존재로부터 외부 세계인 우주의 존재를 설명해 냈다. 결국, 신은 물질을 창조했고 그것에 운동을 부여했으며, 그 운동을 보존해 줄 뿐만 아니라 그 운동을 유지시켜 주었다고 주장하였다.
데카르트는 자신의 주장에 근거하여 2000여 년 동안 지속되었던 아리스토텔레스의 자연 체계를 대체할 만한 하나의 체계적이고 전체적인 기계적 철학을 제시하였다. 기계적 철학에서는 우주 공간이 모두 물질과 그 운동으로 이루어져 있으며, 미시 물질의 운동에 대한 이해를 통해 거시적인 우주 전체의 운동을 설명할 수 있다고 보았다. 그러나 근대 과학은 거시 세계를 미시 세계의 물질과 그 운동으로 환원시켜 바라보는 이러한 입장에 토대하고 있다.
과학 혁명기 동안 과학적 지식을 얻는 방법뿐만 아니라 과학이 실행되는 방식에서도 커다란 변화가 일어났다. 이전까지는 서로 고립된 채 개인적으로 활동했던 과학자들이 한 곳을 중심으로 모여들면서 하나의 협회(society)를 결성하였고, 서로의 연구를 교환하고 토론하면서 객관성을 확보하기 시작했다. 점차 서로 토론한 결과를 논문 형식으로 발표하게 되었고, 발표한 논문을 널리 알리기 위한 과학 전문 학술 합지도 출현했으며, 과학만을 주로 연구하거나 과학에 주된 관심을 가진 과학 종사자 집단이 출현하였다. 이렇게 출현한 과학 종사자들은 18세기를 거치면서 ‘과학자’라는 새로운 전문 직업으로 정착되었다. 최초로 등장한 과학 단체는 1601년 조직된 ‘린체이 아카데미(Accademia dei Lincei)’였다. 이탈리아의 박학자 체시 공작의 후원 아래 모두 32명의 과학자들로 구성되었던 이 아카데미는 갈릴레이도 참여하여 활동하였으나, 1630년 체시 공작이 사망하자 해체되었다.
1657년에는 피렌체에 실험 아카데미가 출현하였는데, 이 단체는 그야말로 실험을 수행하던 모임으로 메디치 가문의 후원을 받던 코페르니쿠스와 토리첼리의 제자들이 참여하였다.
이탈리아에 생겨난 과학 아카데미에서는 과학자들의 개인적 실험을 경제적으로 후원하고 서로 토론할 수 있는 기회를 제공하였지만, 주로 부유한 개인의 의사에 따라 그 존속이 결정되는 단점도 안고 있었다.
영국에서 출현한 왕립학회는 점차 그 회원 수와 기능을 확대하면서 오늘날까지 지속되고 있다는 점에서 진정한 과학 단체라고 볼 수 있다. 왕립학회는 1660년 11월 런던의 한 식당에 모인 10여명의 과학자들에 의해 보이지 않는 대학교로 시작되었다. 이들 과학자들은 그레셤이 기부하여 세워진 학교인 그레셤 대학에 모여 실험과 과학 이론에 대하여 토론하였으며, 물리-수학적, 실험적 지식의 향상을 꾀하였다. 왕립학회의 초기 회장은 브롱커 경이었고, 1703년에는 뉴턴이 회장을 역임하였다.

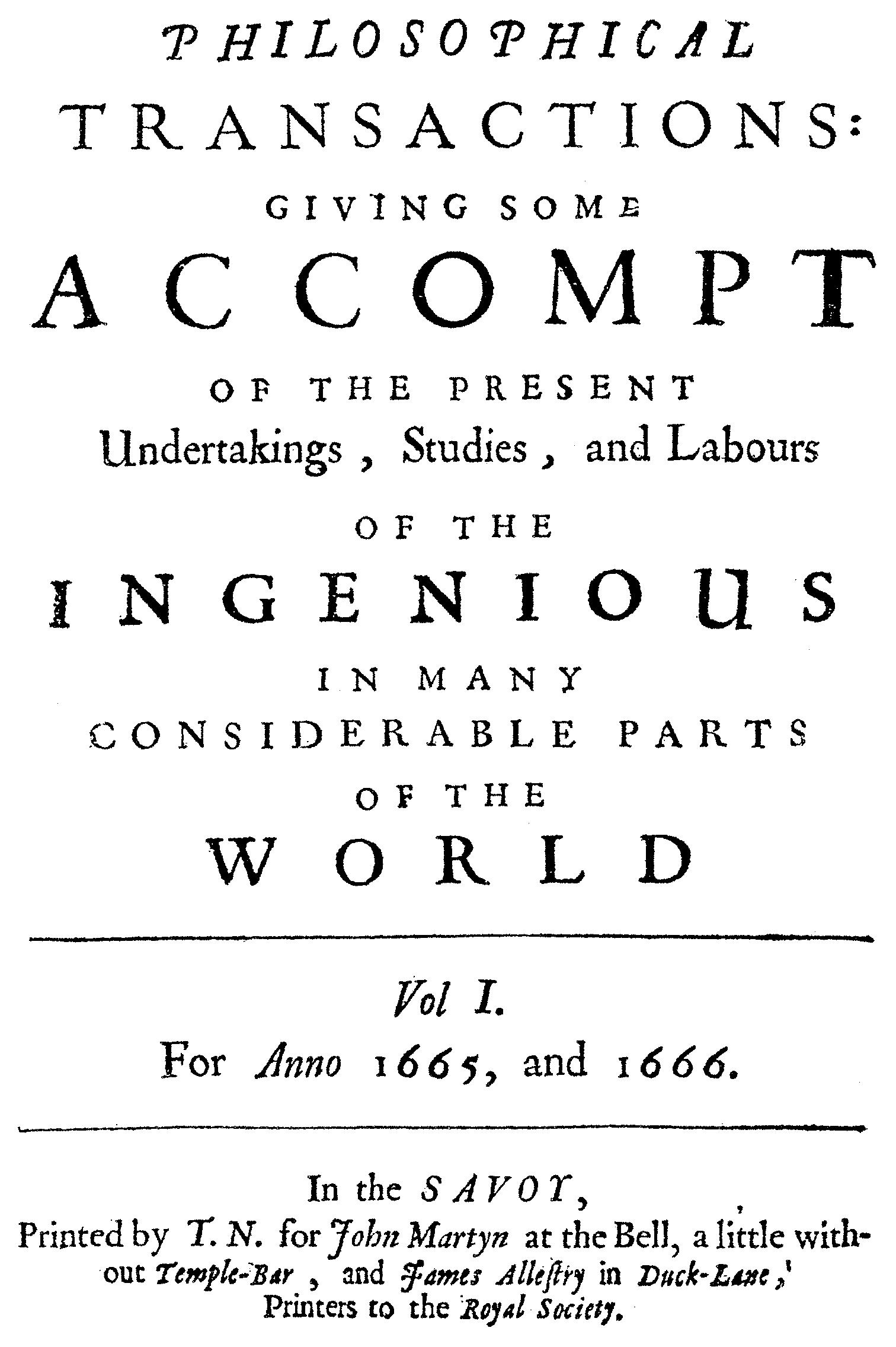
트랜스액선 지

왕립학회의 회원이 되는 데에는 자격 요건이 없었다. 일정한 액수의 회비를 내고 자연 과학에 관심을 가진 사람이라면 누구나 회원이 될 수 있었다. 창립 당시에는 100여 명이던 회원이 1670년대에는 200명으로 증가하였고, 1800년에는 500명으로 크게 증가하였다. 왕립학회 초기에는 회원들이 베이컨의 영향을 받아 실험적 과학의 증진을 위한 각종 실험 기구들을 고안하고 제안하였는데, 가장 많은 분야가 농작 기구의 개선이나 농작법에 대한 것이었다. 학회는 이들의 논문을 전문 학회지인 《트랜스액선》에 실어 보다 많은 사람들에게 보급하였다.
왕립학회는 회원이 되는 자격을 제한하지 않았듯이 연구 주제를 선정하는 데에도 제약을 두지 않았다. 회원들은 자신이 수행한 과학 연구들을 학회에서 발표했고 다른 회원들의 의견을 수렴하는 식으로 과학 활동을 전개했기 때문에 학회를 중심으로 행해진 과학 연구는 다분히 개인적이었고 산만했다. 이러한 특징은 프랑스의 과학 활동과 좋은 대조를 보인다.
1666년에 프랑스 파리에 세워진 왕립 과학 아카데미는 영국의 왕립학회와 여러 면에서 다른 점을 보였다. 왕립 과학 아카데미의 회원들은 모두 직업적 과학자였고, 그 회원 수도 16명으로 정해져 있었다. 능력이 인정되는 한 반드시 프랑스인일 필요는 없었는데, 네덜란드의 호이겐스나 덴마크의 올레 뢰머가 그러한 과학자들이었다. 왕립 과학 아카데미의 과학자들은 왕으로부터 일정한 급여를 받았으며, 그 대가로 왕이 위탁한 여러 가지 과학적 문제들을 조직적이고 체계적으로 풀어나갔다. 당시 프랑스에서 가장 문제가 되던 1m 길이의 정확한 표준을 정하기 위해 남아프리카로 탐사대를 보내는 일은 왕립 과학 아카데미가 수행한 대표적인 성과였다. 이들이 수행한 연구 결과는 스스로 과학 주제를 선택하였던 영국에서의 과학적 성과보다 훨씬 방대하고 조직적인 것이었다.
왕으로부터 재정적, 제도적 후원을 받았던 소수 정예 엘리트 집단인 왕립 왕립 과학 아카데미는 조직적이고 체계적이며 심도 있는 과학의 발전을 도모했지만, 동시에 취약점도 갖고 있었다. 이러한 문제는 왕이 아카데미의 대표에게 절대 권한을 부여함으로써 야기되는 것으로, 예를 들어 나폴레옹의 총애를 받아 아카데미의 대표가 된 라플라스는 수리 물리학의 연구에만 몰두하여, 그의 생애에 수리 물리학이 비약적으로 발전했지만, 그의 사후에는 급속도로 쇠퇴하였다.
한편, 영국에서는 집중적이고 체계적인 형태의 과학이 발전되지는 않았지만 다양한 과학 분야게 골고루 논의되어 갔다. 후세에 이름을 남긴 과학자들 중 많은 이들이 영국 출신이라는 사실은 영국이 과학에 대해 가졌던 태도와 밀접한 관련이 있는 것으로 여겨지고 있다.

### 데카르트와 과학 혁명
데카르트가 주장한 기계적 철학에서는 이 세상을 이해하는 열쇠는 바로 물질과 운동이었다. 따라서 무엇보다도 중요한 작업은 세상을 이루는 근본 물질을 찾는 것, 그리고 물질들이 따르는 운동이 무엇인지를 밝혀내는 것이었다. 데카르트 이전의 사람들에게는 기본 물질을 찾는 작업이 더 중요했지만, 데카르트에게는 운동의 문제가 더욱 중요했다. 왜냐하면 그의 철학 세계에서는 움직이고 있는 입자들이 어떻게든 서로 만나야 했는데, 그것은 충돌을 통해서만 가능했기 때문이었다. 그가 제시한 7가지 충돌 법칙으로부터 운동 시 보존되는 양, 즉 현재의 운동량 보존 법칙에 대한 생각을 처음으로 하게 되었고 운동의 문제에 대한 활발한 논의가 본격적으로 시작되었다. 즉, 그는 운동의 문제를 철학적 토대 위에서 과학의 중심 주제로 부각시킨 인물이었다. 양자 물리학으로 대변되는 현대 과학 역시 기본적으로 환원주의적 입장으로 기계적 철학에 기반하고 있음을 감안할 때 과학사에서 데카르트의 역할은 매우 중요한 것으로 여겨지고 있다.

## 과학 혁명의 사회적 영향

### 과학 혁명기의 대학교

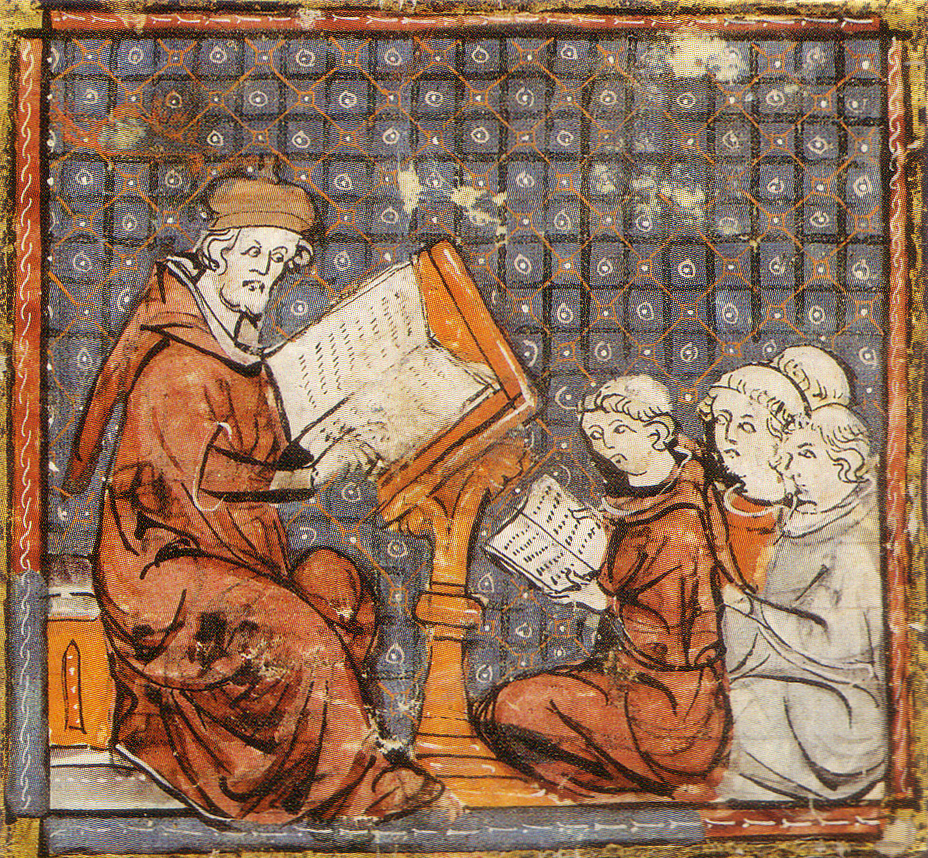
중세 대학에서의 철학 강의

현대의 대학교의 연구소는 과학 활동의 중요한 공간이다. 대학교가 언제부터 그러한 역할을 수행하였는가는 과학사 연구의 중심 주제의 하나이다. 유럽에 대학교가 등장한 것은 12~13세기이다. 등장 배경에서 보이듯이 초기의 대학은 분명 새로이 재유입된 아리스토텔레스 과학을 흡수하여 절리하고 보완하는 긍정적인 역할을 수행하였다.
과학 혁명을 통해 탄생한 근대 과학을 주로 연구해 오던 과학사학자 웨스트폴은 과학 혁명기의 대학교와 고대의 아리스토텔레스 과학이 근대 과학으로 전환되는 과정에 대해 아래와 같은 평가를 내렸다.
| “ | 유럽의 대학교는 과학 활동의 중심지가 아니었을 뿐만 아니라 자연 과학은 대학교와 별개의 활동 중심을 갖고 진행되었습니다. 대학교는 오히려 근대 과학이 구축되는 자연에 대한 새로운 개념을 반대하는 주요 센터였던 것입니다. | ” |

그 후 웨스트폴의 평가는 마치 절대적인 명제처럼 인정되어, 과학 활동의 중심지로서 대학교가 아닌 과학단체들에 대한 연구가 진행되었다.
하지만 1980년대 들어 과학 혁명기에 대한 재평가 작업에 참여한 가스고인은 과학 혁명기의 대학교의 역할에 대해 새로운 시각을 제기하였다. 가스고인은 실제로 중세 후반기의 대학교의 교육내용을 분석하여, 근대 이후보다도 중세 후반기에 자연 철학을 비롯한 수학과 의학에서 실험적 과학 교육이 훨씬 더 많이 행해지고 있었다는 점, 비록 비판을 목적으로 언급되기는 했지만 새로운 과학의 급진적인 생각들이 언급되고 논의되었던 점, 아리스토텔레스 철학을 거부할 수 있는 대체 철학으로서의 데카르트주의를 정착시켰다는 점, 그리고 과학 혁명기의 영웅들이 그러한 대학을 통해서 거부해야 할 것들을 습득했었다는 점 등을 들어 대학교의 역할을 긍정적으로 평가하고 있다. 분명히 과학 혁명기의 대학교는 새로운 사상이 적극적으로 제기되어 논의될 수 있었던 장은 아니었다. 그렇지만 여러 간접적인 방식으로 과학 혁명이 가능할 수 있게 도왔다는 점 또한 부인할 수가 없을 것이다.

### 뉴턴 과학의 영향
뉴턴이 과학의 역사에서 행한 위대한 업적은 흔히 ‘뉴턴 종합(Newton Synthesis)’라는 말로 대변된다. 이는 크게 두 가지를 의미하는데, 하나는 만유 인력이라는 단일한 힘에 근거하여 천상계의 운동과 지상계의 운동이 동일한 운동 법칙으로 설명된다는 것을 보여 주었다는 것이다. 다른 하나는 정확하고 수학적이며 기계적인 방법과 실험적이고 경험적인 방법이 융합될 수 있음을 보여 주었다는 것이다. 즉, 그는 과학적 방법의 두가지 전통을 효율적으로 사용함으로써 새로운 과학 지식을 얻을 수 있었는데, 이는 근대 과학의 중요한 과학적 방법으로 정착되었다.
역학에서 뉴턴의 성공을 좇아 18세기의 많은 과학자들은 자연계에 존재하는 힘을 거리의 제곱에 반비례하는 수식으로 표현하려고 했다. 화학자들은 서로 다른 물질들 사이의 화학 결합의 차이를 화학적 친화도의 차이로써 설명하려고 하면서 친화도가 물질들 사이의 근거리 인력의 세기를 나타낸다고 보았다. 전기 및 자기 분야에서도 비슷한 시도가 일어났는데, 샤를 드 쿨롱은 전기를 띤 물체를 사이에 만유 인력과 마찬가지로 거리의 제곱에 반비례하는 전기력이 존재한다는 것을 알아냄으로써 전기 현상을 수학적으로 취급할 수 있게 하였다.
그 밖에도 열 현상, 연소 현상 등을 설명하려는 시도가 행해졌으며, 생명과학분야나 사회과학분야에서도 예외는 아니어서 식물의 모세관 운동을 만유인력과 같은 식으로 표현하는 시도도 일어났다. 각각의 현상에 기본이 되는 힘이나 작용을 얻어내고, 그로부터 현상을 설명하려는 뉴턴 과학의 방법이 널리 적용되었다.

### 뉴턴과 계몽주의

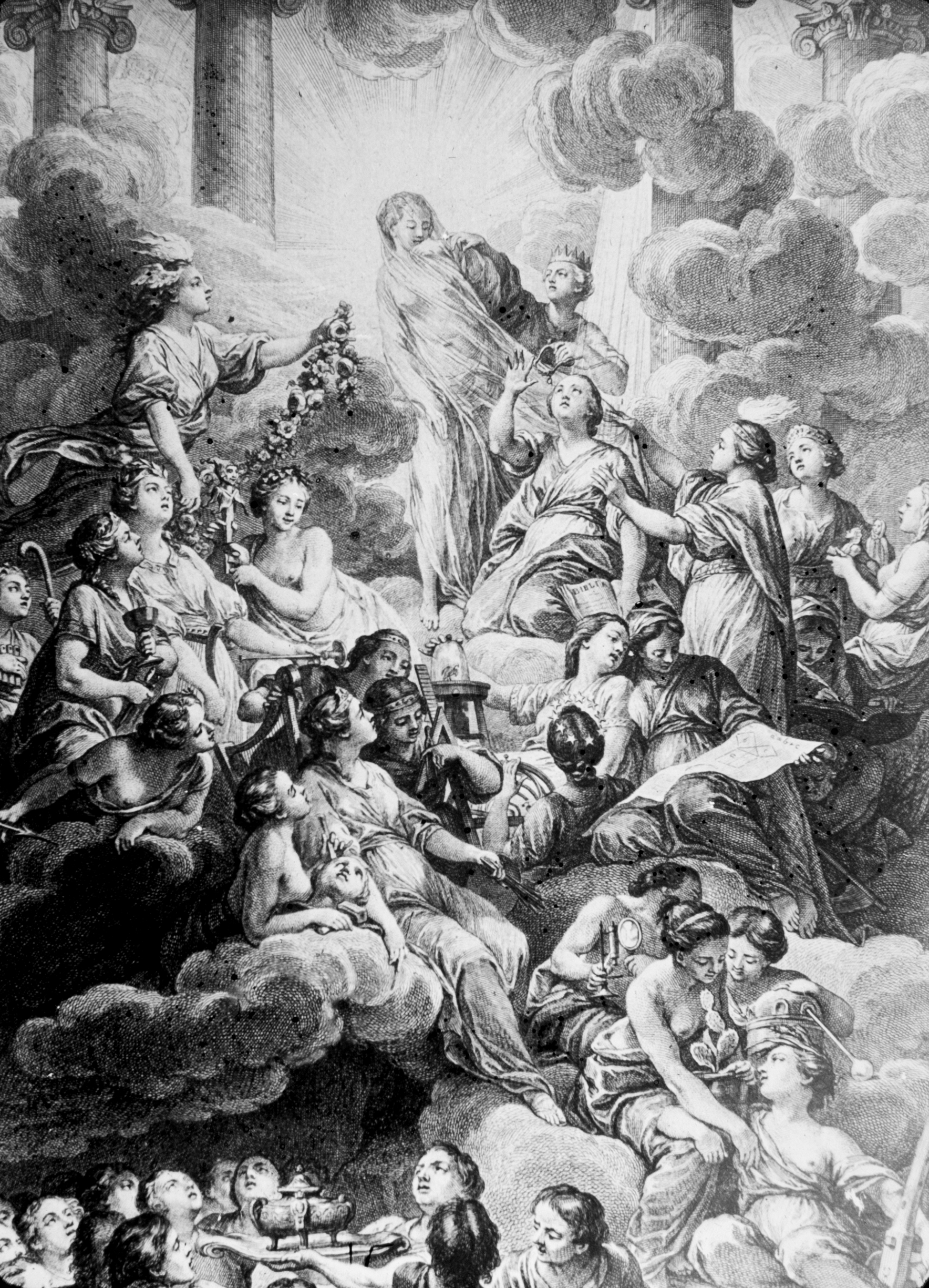
《백과전서》의 겉표지

뉴턴 과학은 과학에 대한 하나의 이미지를 제공함으로써 과학을 너머 18세기 유럽 사상 전반에 커다란 영향을 주었다. 뉴턴 과학이 가설이나 독단을 사용하지 않고 수학적, 합리적, 경험적, 실험적 방법을 사용하여 성공을 거두었다는 사실은 다른 분야도 그렇게 함으로써 성공을 거둘 수 있다는 믿음을 주었다. 이로부터 당시 철학자와 사상가 그리고 문인들은 형이상학적이고 독단적이며, 철학적인 논의를 배격하고 합리적이고 경험적인 면을 강조하게 되었는데, 이것이 18세기의 계몽주의이다.
계몽주의란, 18세기 유럽의 문화와 사고 방식에서 드러나는 특징을 일컫는 말로 18세기 지식인들은 스스로를 ‘계몽된 사람’으로 불렀다. 볼테르와 같은 계몽 철학자들은 주로 윤리 문제에 관심을 갖고서 현재 비리가 행해진다면 그것은 사회나 제도의 잘못이지 인간 본성의 탓이 아니라고 믿었다. 이들은 프랑스의 나쁜 요소들을 비난하고 그것을 대체할 새로운 이념을 찾고 있었는데, 마침 영국으로 피해 있던 볼테르는 뉴턴의 장례식이 국장으로 치러지는 것에 감격하고 영국을 과학이라는 이성이 존경받는 자유의 상징으로 보았다.
프랑스로 되돌아온 볼테르는 프랑스의 상류 계급은 편견과 독단에 빠져있었고, 하류 계급은 무지몽매하다는 사실을 알았다. 그는 부패한 프랑스 사회 역시 뉴턴처럼 합리적이고 이성적인 방법을 사용하여 개혁한다면 근본적으로 달라질 것이라고 믿었고, 그것을 실현하기 위한 수단으로 《백과전서》를 편찬하였다. 계몽주의자들은 ‘백과전서파’라고 부르는 이유는 바로 여기에 있다. 당시 프랑스의 백과전서는 지식을 수집해서 보전하려는 목적보다도 이성적인 지식에 바탕해서 인간의 사고 형태를 바꾸고 결국 세상을 바꾸는 것을 목표로 삼았다. 이런 측면에서 우리는 뉴턴과 뉴턴 과학이 프랑스 사회를 변혁시키는 하나의 이념으로 작용하였다고 볼 수 있다.

## 같이 보기
- 과학사
- 천문학혁명
- 역학혁명

## 참고 문헌
- 2500년 과학사를 움직인 인물들 : 로이포터, 창작과 비평사, 1999
- 과학의 역사적 이해 : 송진웅 외 4인, 대구대학교 출판부, 1998
- 그림으로 보는 세계사 이야기 : 김희보, 가람기획, 2000
- 르네상스 타임 라이프 인간 세계사 : 옥스포드 대학교 출판부, 1985
- Copernicus : Prentice Hall, Chaisson & McMillan, 1990